# Acid jazz
Pour les articles homonymes, voir Acid.
Genres dérivés
Nu jazz, nu-funk (en), trip hop
L'acid jazz, ou club jazz, est un genre musical mêlant éléments de jazz, de soul, de funk et de disco. L'acid jazz est lancé dans la scène club de Londres au milieu des années 1980 dans le mouvement rare groove et s'est depuis élargi jusqu'aux États-Unis, au Japon, en Europe de l'Est et au Brésil. Des groupes importants du genre incluent Brand New Heavies, Incognito, Us3 et Jamiroquai originaires du Royaume-Uni, et  Buckshot LeFonque originaire des États-Unis. La montée de la musique électronique club au milieu et à la fin des années 1990 mène au déclin du mouvement. Certains groupes autrefois identifiés acid jazz sont désormais catégorisés sous les noms de jazz-funk, de neo soul ou de hip-hop jazz.

## Caractéristiques

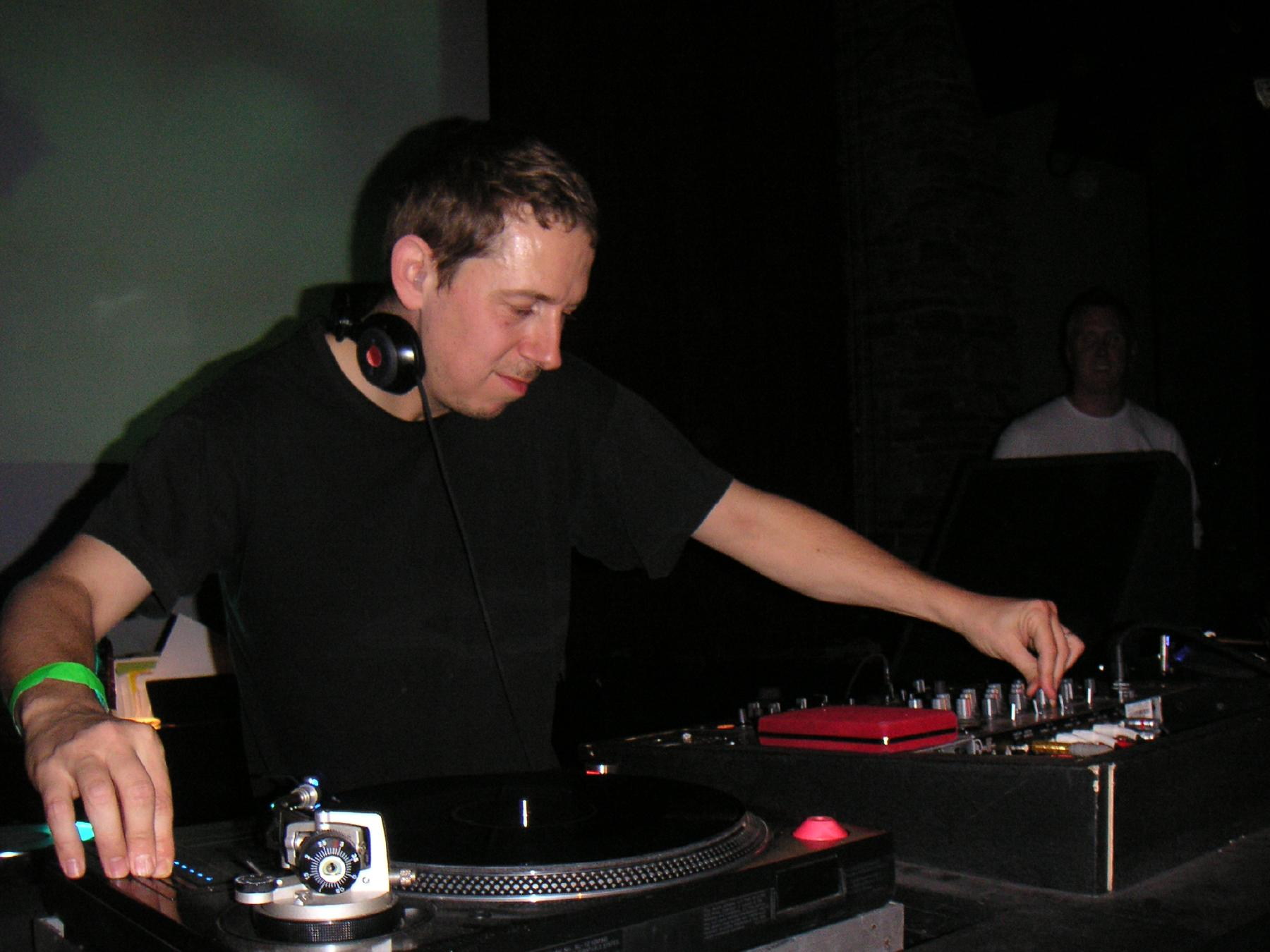
Gilles Peterson, souvent crédité pour avoir attribué le nom au genre.

Le nom du genre est apparemment utilisé pour la première fois par le disc jockey Gilles Peterson et Chris Bangs. Le nom est un jeu de mots entre le genre acid house, à l'époque très joué dans les clubs britanniques des années 1980.
L'acid jazz se compose de deux mouvements connexes. Le premier se base sur des chansons publiées par les DJs et producteurs axés rare jazz, en particulier des années 1960 et 1970, mêlant ce dernier à un rythme électronique. Le second se centre sur des groupes inspirés par ces chansons et ayant adopté une approche musicale groove. L'acid jazz fait usage d'éléments de jazz, de funk et de hip-hop. Le genre se rapproche beaucoup plus du jazz que n'importe quel autre style musical dance, mais sa capacité à maintenir le groove l'associe au funk, au hip-hop, et à la dance. Le style se caractérise par un groove dansant, et des compositions longues et répétitives. Il peut être chanté et joué par un DJ.

## Histoire

### Origines britanniques

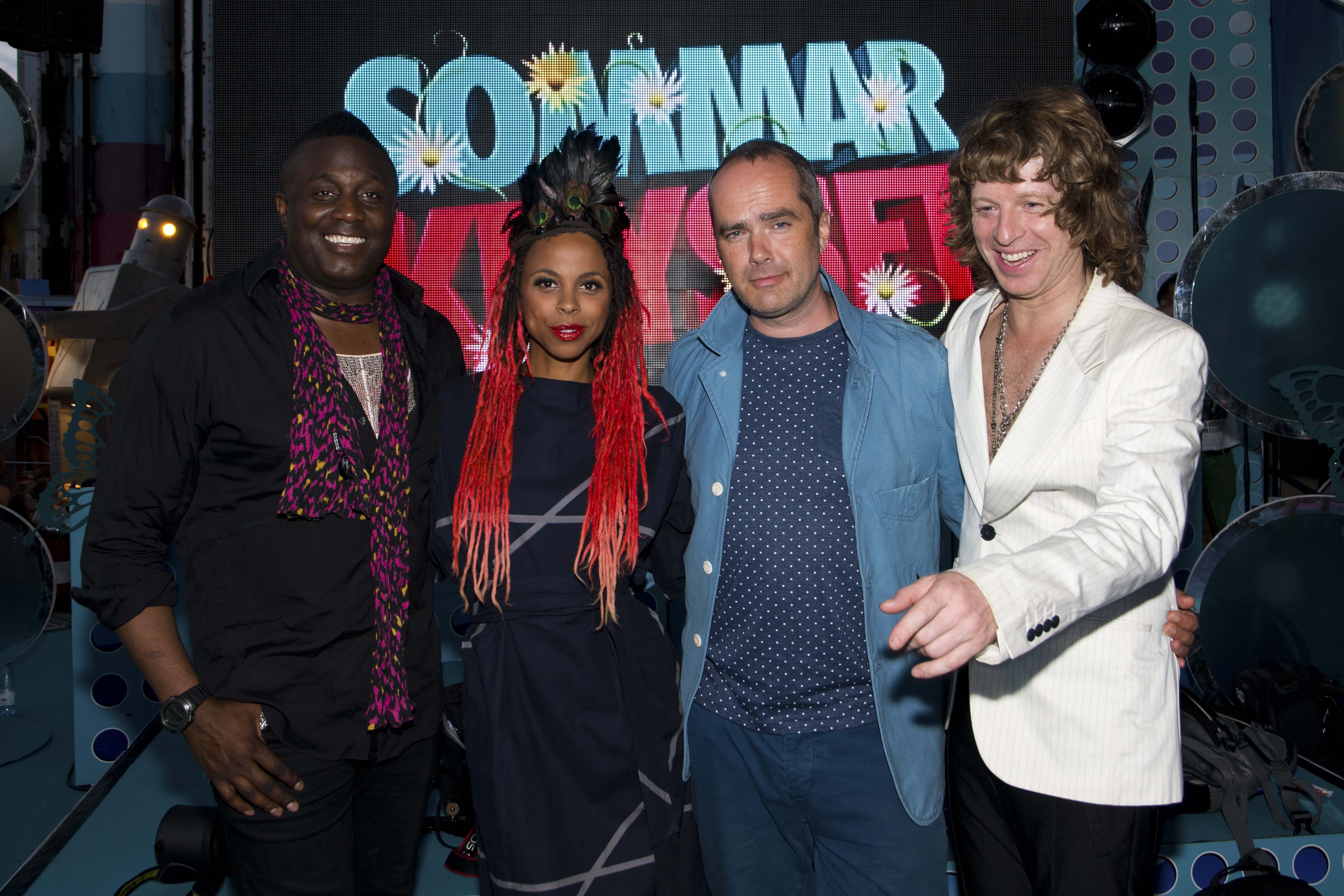
Brand New Heavies, en 2013.

L'acid jazz est lancé sur la scène club londonienne au milieu des années 1980, par des DJs du mouvement rare groove qui jouaient des chansons d'obscure jazz. Leur intérêt se centre sur le jazz fusion, le jazz-funk et le soul jazz des années 1950 et 1960. Les chansons les plus significatives du genre proviennent du catalogue du label Blue Note. L'un de ces DJs, Gilles Peterson, résident de nombreux clubs londoniens dans les années 1980, se lance sur une petite radio pirate puis parvient à se populariser sur une radio locale plus populaire, Kiss-FM. En 1988, aux côtés du producteur Eddie Piller, il lance le label Acid Jazz Records (en). Ils y publient la compilation Totally Wired, composée de chansons axées obscure jazz-funk des années 1970 et de quelques nouvelles chansons. En 1990, Peterson fonde son propre label Talkin' Loud chez Phonogram Records. La société signe des groupes tels que Galliano, Young Disciples et Urban Species. Un autre label britannique, Fourth And Broadway Records, est lancé en 1990 et publie une série de compilations sous le titre de The Rebirth of Cool. Des artistes comme Pharoah Sanders, Stereo MC's, le rappeur français MC Solaar, l'équipe japonaise de production United Future Organization, et le saxophoniste Courtney Pine, y participent.
En 1991, le genre se popularise grâce au succès des Brand New Heavies. Après la sortie de leur album éponyme en 1990 chez Acid Jazz Records, le groupe signe avec le label FFRR Records pour faire paraître leurs chansons à succès Never Stop et Dreams Come True. Le label dénombre d'autres groupes comme Incognito et Us3, dont la chanson Cantaloop (Flip Fantasia) (1993) connait le succès dans le genre. Également populaire, Jamiroquai, qui, d'abord signé chez Acid Jazz Records, signe avec Sony BMG pour y faire paraître leur album Travelling Without Moving (1996), aidant à la popularisation de leur chanson Virtual Insanity. D'autres groupes live incluent Stereo MC's et le James Taylor Quartet. Le succès de l'acid jazz est suivi par un nombre de compilations qui rendra le public confus quant à la nature du genre et de ses compositeurs.

### Scène américaine

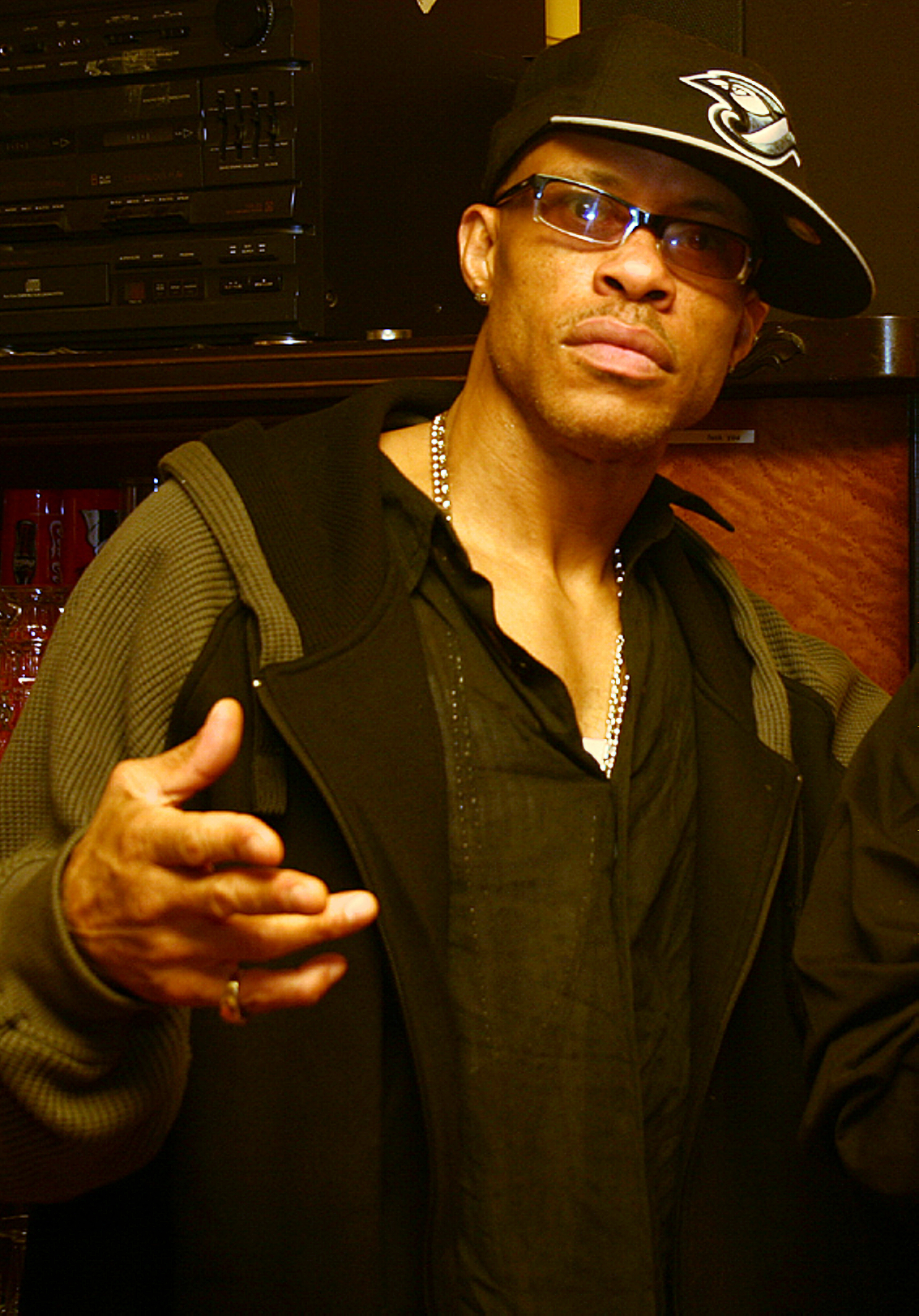
Guru, auteur de plusieurs albums jazz, dont Jazzmatazz.

Au début des années 1990, des scènes locales d'acid jazz se développent aux États-Unis. Elles se lancent à New York en 1990 lorsque le promoteur britannique Maurice Bernstein, et son partenaire sud-africain, Jonathan Rudnick ouvrent Groove Academy au sous-sol du Metropolis Café de l'Union Square. De cette Groove Academy se développent un label et une société. Le label Ubiquity Records se base à San Francisco et Solsonics à Los Angeles.
Des groupes notables d'acid jazz ayant émergé de cette scène incluent A Tribe Called Quest, auteur de l'album certifié multi-disques de platine The Low End Theory (1991), Buckshot LeFonque, un projet musical de Branford Marsalis, et Digable Planets, récompensé d'un Grammy pour leur single Rebirth of Slick (Cool Like Dat) en 1993. Formé à New York en 1990, le Groove Collective produit son premier album homonyme en 1993 et continue à influencer le genre au vingt-et-unième siècle. Le rappeur Guru fait paraître une série d'albums collaborative avec des figures majeures du jazz sous le titre de Jazzmatazz. Originaire de Chicago, Liquid Soul se popularise à l'échelle nationale en 1996 grâce à leur LP homonyme réédité sur le label Ark21.

### Scène internationale
L'acid jazz gagne en notoriété internationale dans des pays comme le Japon, l'Allemagne, le Brésil et l'Europe de l'Est. Au Japon, la United Future Organization se popularise à l'international, en signant aux États-Unis en 1994. D'autres artistes japonais notables incluent Mondo Grosso, Gota Yashiki, ou plus récemment Shoji Meguro[réf. nécessaire]. En Europe de l'Est émergent des groupes comme Skalpel, originaire de Pologne.

### Déclin et influence
La montée de la musique électronique club au milieu et à la fin des années 1990 mène au déclin du mouvement. À l'aube du XXIe siècle, le genre décline significativement et se mêle à d'autres formes musicales qui deviendront des genres distincts, et certains groupes autrefois identifiés acid jazz seront désormais catégorisés sous les noms de jazz-funk, de neo soul ou de hip-hop jazz. Le magazine Q explique que l'« acid jazz a été la plus importante forme de jazz à émerger dans la scène britannique. »